# La Providencia (Chimborazo)
La Providencia ist eine Ortschaft und eine Parroquia rural („ländliches Kirchspiel“) im Kanton Guano der ecuadorianischen Provinz Chimborazo. Die Parroquia besitzt eine Fläche von 9,47 km². Die Einwohnerzahl lag im Jahr 2010 bei 553.

## Lage
Die Parroquia La Providencia liegt im Anden-Hochtal von Ecuador. Der 2360 m hoch gelegene Hauptort La Providencia befindet sich am linken Flussufer des nach Norden fließenden Río Chambo, 12,5 Km ostnordöstlich vom Kantonshauptort Guano sowie 18 km nordöstlich der Provinzhauptstadt Riobamba.
Die Parroquia La Providencia grenzt im Norden an die Parroquia Guanando, im Osten und im Südosten an die Parroquia Penipe (Kanton Penipe), im Südwesten an das Municipio von Guano sowie im Westen an die Parroquia Ilapo.

## Geschichte
Die Gründung der Parroquia La Providencia wurde am 15. Dezember 1944 im Registro Oficial N° 162 bekannt gemacht und damit wirksam.